# جامعة قاليقوط
جامعة كاليكوت (بالإنجليزية: University of Calicut)‏؛ جامعة حكومية في الهند، يقع مقرها الرئيسي في منطقة مالابورام. تأسست في عام 1968، وهي ثاني جامعة يأُنْشِئَت في ولاية كيرلا بعد جامعة كيرلا.
الجامعة تابعة للجنة المنح الجامعية في الهند. يوجد بها مراكز خارج الحرم الجامعي في مقاطعات مالابورام، وكوجيكود، وتريسور، وبالاكاد، ووياناد، وجزر لاكشادويب. كما لديها 30 قسم دراسات عليا و 426 كلية. في 12 يوليو 2020 عين الأستاذ جاياراج، نائبًا جديدًا لرئيس جامعة كاليكوت.

## التاريخ
تأسست جامعة كاليكوت عام 1968 خلال فترة شغل محمد محمد كويا وزير للتعليم في ولاية كيرلا وكان يديرها وقتها الدكتور المهندس غاني في السبعينيات.

## الحرم الجامعي
يمتد الحرم الجامعي الرئيسي على مساحة تصل إلى 2 كم2 في مدينة مالابورام.
يشمل الحرم الرئيسي أقسام الدراسات العليا والبحوث، ومركز UGC HRD، وكلية التعليم عن بعد، ومكتبة الجامعة، وكتلة العلوم المركزية، ومكتب نائب المستشار، والإدارة، ومركز أبحاث الوسائط المتعددة التعليمية، وبيوت الضيافة، إلخ.
يوجد بالجامعة مراكز خارج الحرم الجامعي في كوجيكود ووياناد وتريسور وبالاكاد ولاكشادويب.

## الأقسام
تشمل الأقسام الجامعة:
- اللغة العربية
- علم النبات
- التكنولوجيا الحيوية
- دراسات المرأة
- كيمياء
- دراسات التجارة والإدارة
- علوم الكمبيوتر
- التعليم
- الإنجليزية
- اللغة الهندية
- التاريخ
- العلوم السياسية
- الاتصال الجماهيري والصحافة
- علم الحياة
- علم المكتبات والمعلومات
- التعلم والإرشاد مدى الحياة
- دراسات المالايالامية وكيرلا
- الرياضيات
- علم النانو والتكنولوجيا
- فلسفة
- الفيزياء
- التعليم الجسدي
- علم النفس
- الأدب الروسي
- السنسكريتية
- دراسات الفولكلور
- الإحصاء
- علم الحيوان
- علوم بيئية
- جيولوجيا
- علم الاجتماع
- القانون

### مدرسة الدراما والفنون الجميلة
يقع هذا القسم في فرع جامعة أراناتوكارا إحدى ضواحي مدينة ثريسور، ويوفر التعليم الرسمي والتدريب في الدراما والمسرح، وهي تتبع للمدرسة الوطنية للدراما. تأسست المدرسة في عام 1977 كمركز لفناني الدراما في ولاية كيرلا تحت قيادة الأستاذ الراحل G. Sankara Pillai.
اكتسبت المدرسة خلال فترة قصيرة سمعة كمركز ذو مصداقية عالية للدراسات في مختلف مجالات المسرح وقوة وراء الحركة المسرحية في ولاية كيرلا. في عام 2000، بدأت المدرسة قسم الموسيقى بتقدم دورات في الدراسات العليا والدكتوراه.

### معهد الدراسات والبحوث القبلية
يقع معهد الدراسات والبحوث القبلية في مدينة تشيتالايام في منطقة وياناد. أسس لتمكين طلاب القبائل من التعليم العالي. كما أن المعهد مكرس أيضا لإجراء البحوث حول المجتمعات القبلية.

## الكليات التابعة
يوجد في جامعة كاليكوت نحو 480 كلية ويبلغ إجمالي استيعابها السنوي ما يقرب من 100 ألف طالب. تنتشر الكليات في منطقة كوريكود (120 كلية)، ومنطقة ثريسور (101 كلية)، ومنطقة مالابورام (130 كلية)، ومنطقة بالاكاد (86 كلية)، ومنطقة واياناد (18 كلية). كما أن 279 من هذه الكليات هي كليات خاصة والباقي تديرها الحكومة.
تقدم معظم هذه الكليات درجات جامعية فقط، في حين تقدم 88 أخرى درجات دراسات عليا. تتوزع الدراسات في الجامعة على 254 كلية للفنون والعلوم، و63 كلية تدريب، و 40 كلية هندسية وتقنية، و7 كليات طبية، و4 كليات شبه طبية، و 6 كليات أيورفيدا، و 10 كليات قانون، و 33 كلية للغة العربية، و 11 مركزًا للوائح الصحية الدولية، و8 إدارات. وكليات دراسات، كلية موسيقى، كلية فنون جميلة، كليتان للتربية البدنية، 21 كلية تمريض، 7 كليات أسنان، 9 كليات صيدلة، كلية معالجة المثلية، وكليتين لإدارة الفنادق. كما تنشر الجامعة قائمة بالكليات والدورات التابعة لها.

## مكتبة الجامعة
تأسست مكتبة جامعة كاليكوت في عام 1971 وأعيدت تسميتها فيما بعد باسم محمد كويا (وزير التعليم السابق في حكومة ولاية كيرلا). تهتم في المقام الأول بالحفاظ على المعرفة ونشرها لمستخدميها. تلعب دورًا مهمًا في توفير المعلومات للمجتمع الأكاديمي في منطقة مالابار. لديها مجموعة من نحو 95 ألف كتاب وكما تشترك في 218 مجلة و10 صحف.
تتبع المكتبة قواعد الفهرسة الأنجلو أمريكية الثانية (مع تعديلات طفيفة) للفهرسة ونظام تصنيف ديوي العشري لتصنيف الكتب. تتميز بكونها أول مكتبة جامعية مؤتمتة بالكامل في ولاية كيرلا.
تعمل المكتبة كمركز دراسة في الجامعة لخدمة المجتمع الأكاديمي في المدينة. كما أن جميع الصحف والدوريات المالايالامية الرئيسية متاحة فيها.

## فرع باريكشا بهافان
يشرف فرع الجامعة باريكشا بهافان على إجراء الامتحانات في أكثر من 250 كلية تابعة، وهو أكبر فرع في جامعة كاليكوت.

## الفنون والرياضة

### مهرجان الفنون
يقام المهرجان السنوي Interzonal، "kalolsavam" خلال شهري يناير - أبريل أو بينهما. يتم إجراءه بين الطلاب داخل المناطق الخمس التي تنتشر فيها الجامعة.
تستمر المهرجانات لمدة أسبوع، حيث يعرض العديد من المشاركين مواهبهم خارج المسرح وعلى خشبة المسرح.

### الرياضة
تجري الرياضات السنوية  أيضًا بين الكليات المشتركة بين المناطق وكذلك بين الكليات المناطق. وتستمر عادة لمدة أسبوع.

## الترتيب
احتلت الجامعة المرتبة 54 بين الجامعات الهندية من خلال إطار التصنيف المؤسسي الوطني (NIRF) في عام 2020، كما احتلت المرتبة 76 بشكل عام على مستوى الهند.

## خريجون متميزون
- أنجو بوبي جورج، رياضي هندي
- Ayyappanpillai Ajayaghosh كيميائي عضوي حائز على جائزة Shanti Swarup Bhatnagar
- جينيث كاتشابيلي  [لغات أخرى]‏ مخرج سينمائي هندي
- جيمي جورج لاعب الكرة الطائرة
- KT Jaleel سياسي
- الدكتور KKN Kurup مؤرخ ونائب رئيس جامعة كاليكوت السابق
- MN Karassery مؤلف مالايالام
- راجيش تاتشفر كاتب سينمائي هندي، مخرج
- رانجيث، مخرج فيلم هندي
- رانجيث بادينهاتيري، فيزيائي بيولوجي، حائز على جائزة N-Bios [15]
- ريتشارد هاي سياسي
- شيامابراساد، مخرج سينمائي هندي
- في تي Balram  [لغات أخرى]‏، MLA
- Sithara، مغني التشغيل

## معرض صور
Cafetaria.jpg|كافتيريا الجامعة.]]
Calicut_University_Students'_Trap.jpg|مقهى للطلاب.]]
University_of_Calicut_library.jpg|المكتبة المركزية في جامعة كاليكوت.]]
Pareeksha_bhavan_uoc.jpg|باريكشا بهافان.]]